# Medalla Omecíhuatl
La Medalla Omecíhuatl es un premio que otorga el Instituto de las Mujeres de la Ciudad de México en forma de medalla como reconocimiento a mujeres u organizaciones que por su labor dejen una huella positiva en las mujeres de la Ciudad de México.

## Historia
El Instituto de las Mujeres de la Ciudad de México (Inmujeres CDMX) creó la Medalla Omecíhuatl en el 2003, usando como símbolo a Omecíhuatl —parte femenina de la dualidad  en la cosmovisión mexica— para representar la equidad.

## Categorías
El Inmujeres CDMX emite una convocatoria con ocho rubros distintos:
- Educación y la formación de liderazgos de las mujeres
- Empoderamiento de las mujeres a través de las artes y la cultura
- Participación en el deporte o en la salud integral de las mujeres
- Aportes de las mujeres a la ciencia y la tecnología
- Líder comunitaria o líder indígena
- Trayectoria y trabajo en la administración pública
- Contribución, impulso, promoción y garantía de los derechos políticos
- Defensora o periodista